# Volby do Zastupitelstva města Tábora 2006
Volby do zastupitelstva města Tábora proběhly mezi 20. říjnem a 21. říjnem 2006. Odvolilo celkem 11 299 občanů. Volební účast byla 38, 51% hlasů.
| Získané hlasy | Získané hlasy | Získané hlasy | Získané hlasy | Získané hlasy |
| ------------- | ------------- | ------------- | ------------- | ------------- |
| strana        |               |               |               | %             |
| ODS           | ODS           |               | 28,7          | 28,7          |
| T2020         | T2020         |               | 23,0          | 23,0          |
| ČSSD          | ČSSD          |               | 16,1          | 16,1          |
| KSČM          | KSČM          |               | 13,8          | 13,8          |
| SZ            | SZ            |               | 6,4           | 6,4           |

## Výsledek
|        |                                    |                  |         |       |         |         |
| Strana | Strana                             | Lídr             | Hlasy   | Hlasy | Mandáty | Mandáty |
| Strana | Strana                             | Lídr             | Abs.    | %     | Abs.    | ±       |
|        | Občanská demokratická strana       | Hana Randová     | 81,687  | 28.7  | 9/27    | ▲2      |
|        | Tábor 2020                         | Jiří Fišer       | 65,592  | 23.0  | 7/27    | ▲1      |
|        | Česká strana sociálně demokratická | Miroslav Smetana | 45,808  | 16.1  | 5/27    | ▬0      |
|        | Komunistická strana Čech a Moravy  | Ladislav Šedivý  | 39,452  | 13.8  | 4/27    | ▬0      |
|        | Strana zelených                    | Michaela Petrová | 18,207  | 6.4   | 2/27    | ▲1      |
|        | Ostatní strany                     |                  | 34,292  | 12.0  | 0       | ▼4      |
| Celkem | Celkem                             |                  | 285,038 | 100   | 27      |         |
| Zdroj  |                                    |                  |         |       |         |         |

## Dopady voleb
Po volbách byla ustanovena koalice mezi ODS a hnutím Tábor 2020, v čele se starostkou Hanou Randovou (ODS).

## Zvolení zastupitelé
Svůj mandát obhájilo celkem 17 zastupitelů z 27. Z těch změnili stranu dva zastupitelé roku 2002 zvolení za US-DEU, Marie Rybářová a někdejší starosta Jiří Vaníček; ti byli tentokrát zvoleni jako nestraníci za Stranu zelených, respektive Tábor 2020.
| Zastupitel(ka)      | Strana       | Počet hlasů | Pořadí        | Pořadí   | Poznámka |
| Zastupitel(ka)      | Strana       | Počet hlasů | na kandidátce | výsledné | Poznámka |
| ------------------- | ------------ | ----------- | ------------- | -------- | -------- |
| Hana Randová        | ODS          | 3 515       | 1.            | 1.       |          |
| Jaroslav Zvěřina    | ODS          | 3 372       | 8.            | 2.       |          |
| Dáša Karlovská      | ODS          | 3 364       | 4.            | 3.       |          |
| František Dědič     | ODS          | 3 267       | 2.            | 4.       |          |
| Jiří Bartáček       | ODS          | 3 175       | 3.            | 5.       |          |
| Simona Žirovnická   | ODS          | 3 091       | 5.            | 6.       |          |
| Jaroslav Němec      | ODS          | 3 216       | 6.            | 7.       |          |
| Zdeněk Prášek       | ODS          | 3 102       | 7.            | 8.       |          |
| Miroslav Tenkl      | ODS          | 3 268       | 9.            | 9.       |          |
| Jiří Fišer          | T2020        | 3 386       | 1.            | 1.       |          |
| Marek Slabý         | nestr./T2020 | 3 305       | 6.            | 2.       |          |
| Zuzana Pečmanová    | T2020        | 3 208       | 2.            | 3.       |          |
| Radoslav Kacerovský | nestr./T2020 | 2 959       | 5.            | 4.       |          |
| Martin Jirovský     | T2020        | 2 774       | 3.            | 5.       |          |
| František Korbel    | T2020        | 2 774       | 7.            | 6.       |          |
| Jiří Vaníček        | nestr./T2020 | 2 721       | 9.            | 7.       |          |
| Petr Vošta          | nestr./ČSSD  | 2 297       | 10.           | 1.       |          |
| Jan Babor           | ČSSD         | 2 293       | 4.            | 2.       |          |
| Ladislav Suchánek   | nestr./ČSSD  | 1 932       | 7.            | 3.       |          |
| Emil Nývlt          | ČSSD         | 1 911       | 2.            | 4.       |          |
| Olga Bastlová       | ČSSD         | 1 883       | 3.            | 5.       |          |
| Ladislav Šedivý     | KSČM         | 1 707       | 1.            | 1.       |          |
| Václav Ebert        | KSČM         | 1 619       | 5.            | 2.       |          |
| Růžena Novotná      | KSČM         | 1 579       | 2.            | 3.       |          |
| Tibor Dobiaš        | KSČM         | 1 605       | 3.            | 4.       |          |
| Marie Rybářová      | nestr./SZ    | 1 097       | 6.            | 1.       |          |
| Michaela Petrová    | SZ           | 1 073       | 1.            | 2.       |          |

## Městská rada po volbách
| Portfej           | Člen rady           | Strana |
| ----------------- | ------------------- | ------ |
| Starostka         | Hana Randová        | ODS    |
| 1. místostarostka | Zuzana Pečmanová    | T2020  |
| 2. místostarosta  | Martin Jirovský     | T2020  |
| 3. místostarosta  | Jiří Bartáček       | ODS    |
| Členka rady       | Simona Žirovnická   | ODS    |
| Člen rady         | Jiří Fišer          | T2020  |
| Člen rady         | Radoslav Kacerovský | T2020  |
| Člen rady         | František Korbel    | T2020  |
| Člen rady         | František Dědič     | ODS    |